# Іржавець (Ніжинський район)
Іржа́вець — село в Україні, у Носівській міській громаді Ніжинського району Чернігівської області. Населення становить 413 осіб. До 2016 орган місцевого самоврядування Іржавецька сільська рада.

## Географії
Село Іржавець розташоване на рівнині, навколо розкинуті орні землі та інші сільськогосподарські угіддя, а з північного заходу підступає ліс. Через село протікає невеличка річка Іржавка, яка влітку пересихає, та впадає в р. Остер. 
Від села Іржавець до районного центру – 12 кілометрів, до обласного центру – 65 кілометрів, до столиці України - 100 кілометрів, до найбільшої пристані в м. Остер – 50 кілометрів.

## Історія
За переказами старожилів назва села «Іржавець» пішла від назви річки Іржавка. Ще на початку XX століття поселення було невеликим і розташовувалося тільки на лівому березі річки. З часом село швидко розросталося і селяни почали селитись також на правому березі річки. Більшість населення були селяни - кріпаки, також проживали невелика кількість козаків і міщан.
До Жовтневого перевороту 1917 року землі належали графу Мусіну-Пушкіну. З 1300 десятин орних земель - 600 десятин кращої землі належали графу і 700 десятин селянам. Також графу належав і весь ліс. За 2 км від села була розташована економія, яка називалась «Іржавський хутір». Селяни займалися землеробством і скотарством. Крім обробітку своєї власної землі люди працювали ще й на землях графа - «поденщина», на яких вирощували цукрові буряки як сировину для цукрового заводу Мусіна – Пушкіна в місті Носівка.

## Економіка
На території села розташовані Іржавецьке лісництво, агрофірма «Іржавецька», Агрофірма «Іржавецька» орендує 1000.95 га сільського господарських земель в т.ч. 966,27 га ріллі. Вирощують зернові та олійні культури. Займаються тваринництвом. В селі працюють три приватних магазини, приватна перукарня.

### Іржавецьке лісництво
ДП Ніжинського держлісгоспу «Іржавецьке лісництво» займає площу вкриту лісами 2.3547 га. Підприємство проводить лісозаготівельні роботи, рубки догляду та санітарні. На території лісництва розташовані розсадники по вирощуванню культур. Підприємство здійснює реалізацію саджанців сосни, ялини, дуба та інших декоративних дерев та кущів. На території села знаходиться міні – дендропарк, в якому ростуть різні види декоративних дерев та кущів.

## Об'єкти соціально сфери
- Іржавецький НВК (ЗНЗ-ДНЗ) І-ІІ ступенів
- Будинок культури
- Сільська бібліотека
- Фельдшерський пункт
- Іржавецьке відділення Носівської лікарні ветеринарної медицини
- Поштове відділення.

## Релігія
Першу будівлю церкви збудовано в 17 столітті на честь Успіння Пресвятої Богородиці. В 1925 році церква була зруйнована Богослужіння було відновлено 9 серпня 2001 року на свято Пантилеймона в приміщенні старої школи. 16 грудня 2001 року нині вже покійний Владика Амвросій у співслужінні з іншими священниками здійснив освячення храму.

## Природа
На північний захід від села розташовані лісові заказники — «Модринник», «Чорний Ліс» і «Пізній Дуб»; на північний схід — частина ботанічного заказника «Іржавська Дача». Неподалік від села розташовані гідрологічні заказники — «Кам'яне» і «Козаче».